# کوزه‌مرداب‌ها
کوزه‌مرداب‌ها (نام علمی: Heliamphora) نام یک سرده از خانواده شیپوری‌کوزگان است. سرده کوزه‌مرداب‌ها شامل ۲۳ گونه از گیاهان پارچ بومی آمریکای جنوبی است. این گونه‌ها در مجموع به‌عنوان پارچ‌های خورشید شناخته می شوند، بر اساس این تصور اشتباه که هلیومفورا از کلمه یونانی هلیوس به معنای "خورشید" است. در واقع این نام از helos به‌معنای مرداب گرفته شده است، بنابراین ترجمه دقیق‌تر نام علمی آنها گیاهان پارچ مردابی است. گونه‌های سرده کوزه‌مرداب‌ها گیاهان گوشت‌خواری هستند که از یک فرم برگ تغییر یافته تشکیل شده‌اند که به شکل لوله‌ای در می‌آیند. آنها عملکردهایی برای جذب، به‌دام انداختن و کشتن حشرات تکامل داده‌اند و میزان آب پارچ را کنترل می‌کنند. حداقل یک گونه کوزه‌مرداب تاتی (H. tatei) آنزیم‌های پروتئولیتیک خود را تولید می‌کند که به آن اجازه می‌دهد طعمه خود را بدون کمک باکتری‌های همزیست هضم کند.